# Stig Arbman
Stig Ernst Olof Arbman, född 24 december 1901 i Swanage, Dorset County, England, död 27 september 1983, var en svensk reklamman och grundare av Arbmans, en av pionjärerna inom den moderna svenska reklamen under 1960-talets kreativa revolution.
Arbman var fosterson till läkaren Gotthold Arbman och Maria Arbman (född Rodhe). Föräldrarna skildes 1912, fadern dog när Arbman var 14 år. Arbman studerade på Påhlmans handelsinstitut 1916–1918 och studerade sedan i Köln. Han studerade även i Frankrike, England och USA. Han arbetade sedan på United States Trade Commissioners kontor på Kungsgatan i Stockholm 1925–1927. Han var 1927–1930 generalsekreterare i Svenska motorklubben.
Hans karriär i reklambranschen började som reklamkonsulent på Esselte reklam AB 1930–1933. Han var disponent på Esselte 1933–1940 och återkom efter en sejour på Jönköpings litografiska 1940–1942. Stig Arbman grundade Stig Arbman annonsbyrå AB 1953 med kontor på Valhallavägen i Stockholm. Arbman var en av de reklambyråer som gick i bräschen för den kreativa revolutionen som hämtades från den amerikanska reklamvärlden. När Stig Arbman gick i pension 1966 tog hans närmaste medarbetare Leon Nordin över som företagets VD. Arbmans kom att bli en plantskola för en rad svenska reklamskapare: Ove Pihl, Lars Falk, Hans Brindfors och Christer Wiklander.
Stig Arbman är begravd på Norra begravningsplatsen utanför Stockholm.